# Tilegen Maidos
Tilegen Maidos, né le 10 juin 1993 à Öskemen, est un coureur cycliste kazakh.

## Palmarès
- 2011
  - 3e du Giro di Basilicata
- 2013
  - 3e du championnat du Kazakhstan sur route

## Classements mondiaux
| Année           | 2013 | 2014 |
| --------------- | ---- | ---- |
| UCI Asia Tour   | 93e  |      |
| UCI Europe Tour |      | 799e |